# Wilhelm Schimper
Wilhelm Schimper ou Georg Heinrich Wilhelm Schimper ( Reichenschwand, 19 de agosto de 1804 – outubro de 1878, Adua, Etiópia)  foi um  botânico alemão .
Era irmão do naturalista Karl Friedrich Schimper. Wilhelm estudou  História natural na Universidade de Munique, e por um breve período trabalhou com o geólogo Louis Agassiz (1807-1873) como desenhista e ilustrador.

## Homenagens
O nome específico de  espécies schimperiana foram dadas a  numerosas spp. que ele descreveu e classificou no nordeste da África. Alguns exemplos:
- Habenaria schimperiana
- Pyrrosia schimperiana
- Festuca schimperiana